# 王貴國
王貴國（1952年—）北京人，前任香港城市大學法律學院院長，已婚，配偶為香港立法會議員梁美芬。

## 著作
- 《中美經濟交流—法律之貢獻》（英文），1985年版
- 《國際金融與銀行法》，1987年版
- 《發展中的國際投資法律規範》，1988年版
- 《國際經濟法》，1992年版
- 《王氏中國經濟法》（第4版，英文），2003年版
- 《國際投資法》，2001年版
- 《國際貨幣金融法》（第二版），2002年版
- 《WTO與中國：通向自由貿易之路》，2002年版
- 《世界貿易組織法》，2003年版

## 經歷
- 北京外國語大學本科畢業
- 曾任中華人民共和國外交部條約法律司官員
- 1981年，北京大學法學院法學碩士畢業
- 獲外交部公款留學，1982年於哥倫比亞大學取得法學碩士
- 獲耶魯大學法學院破格錄取，於1984年取得法學博士
- 1986年，於香港孖士打律師行任職，一年半後離職
- 先後到北京大學法學院及加拿大不列顛哥倫比亞大學法學院任教
- 前任香港城市大學法律學院院長、講座教授
- 第十二屆全國政協委員

## 外部參考
- 王貴國－香港世界貿易組織研究中心主席[永久]
- 湖南師範大學專業課導師簡介--王貴國
- 王貴國找中聯辦部長 （页面存档备份，存于）
- 王貴國簡介[永久]